# 羅斯曼山
79°47′S 82°48′W / 79.783°S 82.800°W
羅斯曼山（英語：Mount Rossman）是南極洲的山峰，位於埃爾斯沃思地，處於企業山北端，屬於赫里蒂奇嶺的一部分，海拔高度1,450米，美國地質調查局根據測量和該國海軍的空中照片繪入地圖。